# Lindig
Lindig település Németországban, azon belül Türingiában. Lakosainak száma 225 fő (2023. december 31.).

## Népesség
A település népességének változása:
| Lakosok száma | 236  | 247  | 240  | 230  | 226  | 225  |
|               | 2014 | 2017 | 2019 | 2021 | 2022 | 2023 |